# Chicomapa
Chicomapa är en ort i Mexiko.   Den ligger i kommunen Zongolica och delstaten Veracruz, i den sydöstra delen av landet, 260 km öster om huvudstaden Mexico City. Chicomapa ligger 91 meter över havet och antalet invånare är 290.
Terrängen runt Chicomapa är varierad. Chicomapa ligger nere i en dal. Runt Chicomapa är det ganska tätbefolkat, med 100 invånare per kvadratkilometer. Närmaste större samhälle är Cosolapa, 17,7 km öster om Chicomapa. I omgivningarna runt Chicomapa växer i huvudsak städsegrön lövskog.